# 白老川
白老川（しらおいがわ）は、北海道胆振総合振興局管内を流れ太平洋に注ぐ二級河川。白老川水系の本流である。

## 地理
北海道胆振総合振興局白老町と伊達市大滝区および石狩振興局千歳市との接点にある二等三角点の白老岳で源を発し、森野地区から日本製紙社有の取水堰を経て石山地区の太平洋に注ぐ。
流域には石山工業団地がある。

## 地名由来
一説ではシラウオイ（Shirau-O-I）「虻・多き・処」が起源と考えられる。

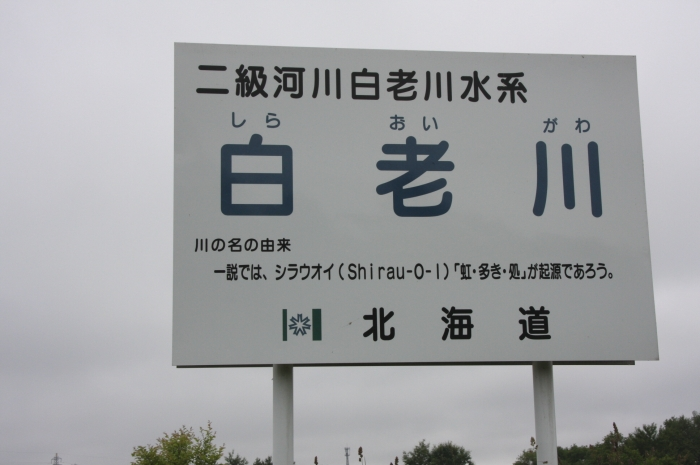
白老大橋にある白老川の河川標識

## 利水および治水
河口から約6km上流までは大型の連接ブロック護岸で造成されており、河口から約3km上流にある日本製紙工業用水取水堰の水は製紙プラント用の工業用水として利水される。

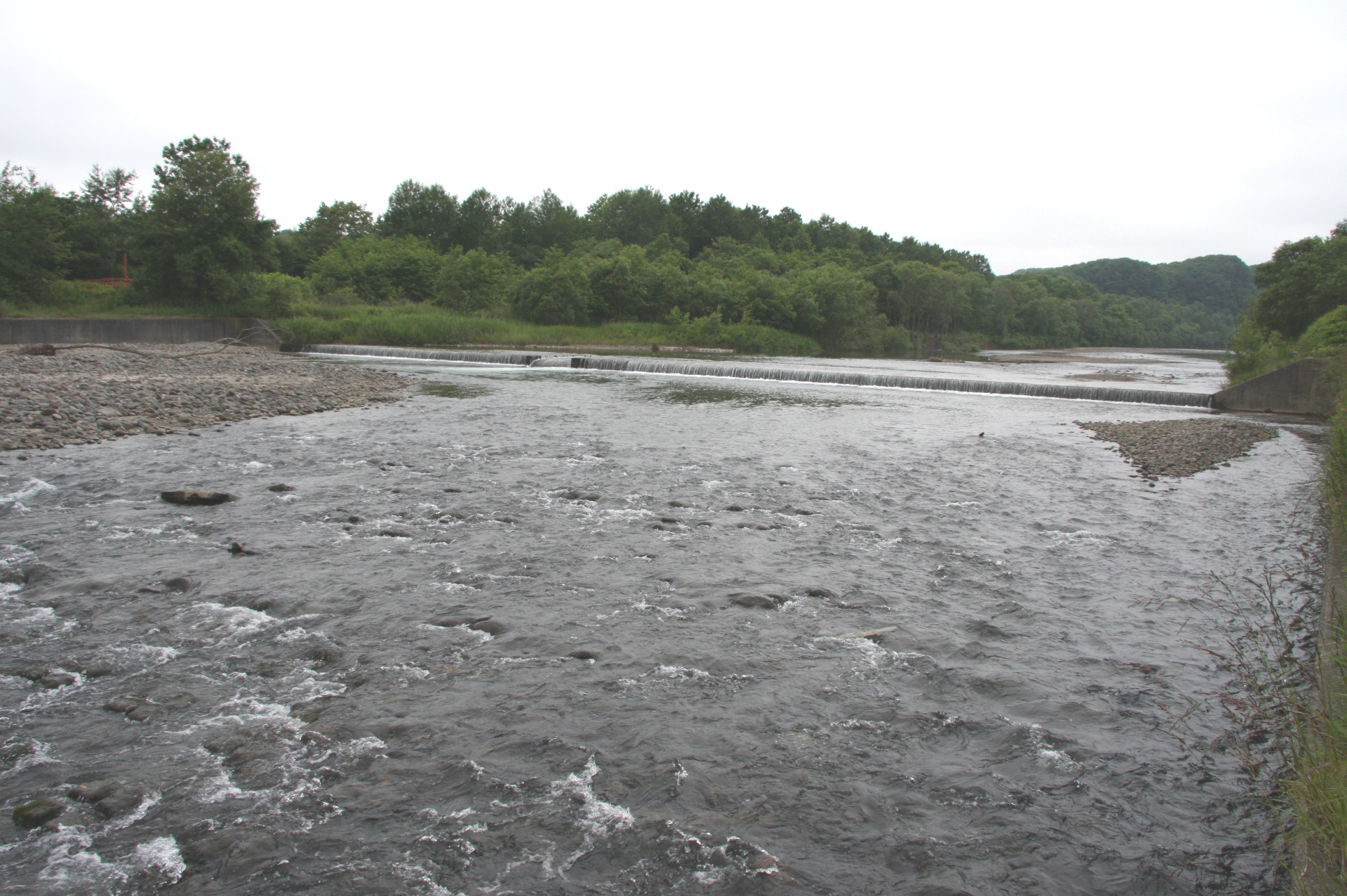
白老川の取水堰
（日本製紙工業用水取水堰）

## 木材流送
白老川の上流域は森林地帯であり、古くから森林の伐採が行われてきた。昭和の初期の頃は上流へ至る道路がなかったため、伐採された丸太を白老川に落として流す木材流送が行われていた。当時、流送は道内各地で行われていたが、白老川の場合は水深が浅かったため、水に浮かびづらいナラ材などは、あらかじめ二ツ割、四ツ割にしてから流す特徴があった。

## 流域の自治体
北海道
胆振総合振興局白老町

## 支流
括弧内は流域の自治体
- トドマツ川（白老町）
- 赤川（白老町）
- ポンベツ川（白老町）
- 毛白老川（白老町）
- ウトカンベツ川（白老町）
- ブウベツ川（白老町）
- ウヨロ川（白老町）

## 主な橋梁
- 旭橋 - 北海道道86号白老大滝線
- 森野橋 - 北海道道86号白老大滝線
- 御料地橋 - 北海道道86号白老大滝線
- 白老川橋 - 道央自動車道
- 白萩大橋
- 白老川橋梁 - JR室蘭本線
- 白老橋
- 白老大橋 - 国道36号